# Utrka na 1500 m na Olimpijskim igrama

## Muškarci
Osvajači olimpijskih medalja u atletskoj disciplini utrka na 1500 m prikazani su u sljedećoj tablici, a rezultati iskazani u minutama.
| Olimpijske igre      | Zlato                         | Zlato   | Srebro                     | Srebro  | Bronca                     | Bronca  |
| Atena 1896.          | Teddy Flack (AUS)             | 4:33.2  | Arthur Blake (SAD)         | 4:34.0  | Albin Lermusiaux (FRA)     | 4:37.0  |
| Pariz 1900           | Charles Bennett (VBR)         | 4:06.2  | Henri Deloge (FRA)         | 4:07.0  | John Bray (SAD)            | 4:10.2  |
| St. Louis 1904       | Jim Lightbody (SAD)           | 4:05.4  | William Verner (SAD)       | 4:06.8  | Lacey Hearn (SAD)          | ?       |
| Atena 1906           | Jim Lightbody (SAD)           | 4:12.0  | John McGough (VBR)         | 4:12.6  | Kristian Hellström (ŠVE)   | 4:13.4  |
| London 1908.         | Mel Sheppard (SAD)            | 4:03.4  | Harold Wilson (VBR)        | 4:03.6  | Norman Hallows (VBR)       | 4:04.0  |
| Stockholm 1912.      | Arnold Jackson (VBR)          | 3:56.8  | Abel Kiviat (SAD)          | 3:56.9  | Norman Taber (SAD)         | 3:56.9  |
| Antwerpen 1920.      | Albert Hill (VBR)             | 4:01.8  | Philip Noel-Baker (VBR)    | 4:02.3  | Lawrence Shields (SAD)     | 4:03.0  |
| Pariz 1924.          | Paavo Nurmi (FIN)             | 3:53.6  | Willy Schärer (ŠVI)        | 3:55.0  | Henry Stallard (VBR)       | 3:55.6  |
| Amsterdam 1928.      | Harry Larva (FIN)             | 3:53.2  | Jules Ladoumègue (FRA)     | 3:53.8  | Eino Purje (FIN)           | 3:56.4  |
| Los Angeles 1932.    | Luigi Beccali (ITA)           | 3:51.2  | Jerry Cornes (VBR)         | 3:52.6  | Phil Edwards (KAN)         | 3:52.8  |
| Berlin 1936.         | Jack Lovelock (NZL)           | 3:47.8  | Glenn Cunningham (SAD)     | 3:48.4  | Luigi Beccali (ITA)        | 3:49.2  |
| London 1948.         | Henry Eriksson (ŠVE)          | 3:49.8  | Lennart Strand (ŠVE)       | 3:50.4  | Wim Slijkhuis (NIZ)        | 3:50.4  |
| Helsinki 1952.       | Josy Barthel (LUX)            | 3:45.28 | Bob McMillen (SAD)         | 3:45.39 | Werner Lueg (NJE)          | 3:45.67 |
| Melbourne 1956.      | Ron Delany (IRL)              | 3:41.49 | Klaus Richtzenhain (NJE)   | 3:42.02 | John Landy (AUS)           | 3:42.03 |
| Rim 1960.            | Herb Elliott (AUS)            | 3:35.6  | Michel Jazy (FRA)          | 3:38.4  | István Rózsavölgyi (MAĐ)   | 3:39.2  |
| Tokio 1964.          | Peter Snell (NZL)             | 3:38.1  | Josef Odlozil (ČSSR)       | 3:39.6  | John Davies (NZL)          | 3:39.6  |
| Mexico City 1968.    | Kip Keino (KEN)               | 3:34.91 | Jim Ryun (SAD)             | 3:37.89 | Bodo Tümmler (SRNJ)        | 3:39.08 |
| München 1972.        | Pekka Vasala (FIN)            | 3:36.33 | Kip Keino (KEN)            | 3:36.81 | Rod Dixon (NZL)            | 3:37.46 |
| Montreal 1976.       | John Walker (NZL)             | 3:39.17 | Ivo Van Damme (BEL)        | 3:39.27 | Paul-Heinz Wellmann (SRNJ) | 3:39.33 |
| Moskva 1980.         | Sebastian Coe (VBR)           | 3:38.40 | Jürgen Straub (DRNJ)       | 3:38.80 | Steve Ovett (VBR)          | 3:38.99 |
| Los Angeles 1984.    | Sebastian Coe (VBR)           | 3:32.53 | Steve Cram (VBR)           | 3:33.40 | José Manuel Abascal (ŠPA)  | 3:34.30 |
| Seoul 1988.          | Peter Rono (KEN)              | 3:35.96 | Peter Elliott (VBR)        | 3:36.15 | Jens-Peter Herold (DRNJ)   | 3:36.21 |
| Barcelona 1992.      | Fermín Cacho (ŠPA)            | 3:40.12 | Rachid El Basir (MAR)      | 3:40.62 | Mohammed Suleiman (KAT)    | 3:40.69 |
| Atlanta 1996.        | Noureddine Morceli (ALŽ)      | 3:35.78 | Fermín Cacho (ŠPA)         | 3:36.40 | Stephen Kipkorir (KEN)     | 3:36.72 |
| Sydney 2000.         | Noah Ngeny (KEN)              | 3:32.07 | Hicham El Guerrouj (MAR)   | 3:32.32 | Bernard Lagat (KEN)        | 3:32.44 |
| Atena 2004.          | Hicham El Guerrouj (MAR)      | 3:34.18 | Bernard Lagat (KEN)        | 3:34.30 | Rui Silva (POR)            | 3:34.68 |
| Peking 2008.         | Rashid Ramzi (BHR)            | 3:32.94 | Asbel Kipruto Kiprop (KEN) | 3:33.11 | Nick Willis (NZL)          | 3:34.16 |
| London 2012.         | Taoufik Makhloufi (ALŽ)       | 3:34.08 | Leonel Manzano (SAD)       | 3:34.79 | Abdalaati Iguider (MAR)    | 3:35.13 |
| Rio de Janeiro 2016. | Matthew Centrowitz, Jr. (SAD) | 3:50.00 | Taoufik Makhloufi (ALŽ)    | 3:50.11 | Nick Willis (NZL)          | 3:50.24 |
| Tokio 2020.          | Jakob Ingebrigtsen (NOR)      | 3:28.32 | Timothy Cheruiyot (KEN)    | 3:29.01 | Josh Kerr (VBR)            | 3:29.05 |
| Pariz 2024.          | Cole Hocker (SAD)             | 3:27.65 | Josh Kerr (VBR)            | 3:27.79 | Yared Nuguse (SAD)         | 3:27.80 |

## Žene
Osvajači olimpijskih medalja u atletici za žene u disciplini 1500 m prikazani su u sljedećoj tablici:
| Olimpijske igre      | Zlato                            | Zlato   | Srebro                       | Srebro  | Bronca                    | Bronca  |
| München 1972.        | Ljudmila Bragina (SSSR)          | 4:01.4  | Gunhild Hoffmeister (DRNJ)   | 4:02.8  | Paola Cacchi (ITA)        | 4:02.9  |
| Montreal 1976.       | Tatjana Kazankina (SSSR)         | 4:05.48 | Gunhild Hoffmeister (DRNJ)   | 4:06.02 | Ulrike Bruns (DRNJ)       | 4:06.09 |
| Moskva 1980.         | Tatjana Kazankina (SSSR)         | 3:56.56 | Christiane Wartenberg (DRNJ) | 3:57.71 | Nadežda Olizarenko (SSSR) | 3:59.52 |
| Los Angeles 1984.    | Gabriella Dorio (ITA)            | 4:03.25 | Doina Melinte (RUM)          | 4:03.76 | Maricica Puica (RUM)      | 4:04.15 |
| Seul 1988.           | Paula Ivan (RUM)                 | 3:53.96 | Laimute Baikauskaite (SSSR)  | 4:00.24 | Tatjana Samolenko (SSSR)  | 4:00.30 |
| Barcelona 1992.      | Hassiba Boulmerka (ALŽ)          | 3:55.30 | Ljudmila Rogačova (ZND)      | 3:56.91 | Ku Junksia (KIN)          | 3:57.08 |
| Atlanta 1996.        | Svetlana Masterkova (RUS)        | 4:00.83 | Gabriela Szabo (RUM)         | 4:01.54 | Theresia Kiesl (AUT)      | 4:03.02 |
| Sydney 2000.         | Nouria Mérah-Benida (ALŽ)        | 4:05.10 | Violeta Szekely (RUM)        | 4:05.15 | Gabriela Szabo (RUM)      | 4:05.27 |
| Atena 2004.          | Kelly Holmes (VBR)               | 3:57.90 | Tatjana Tomašova (RUS)       | 3:58.12 | Maria Cioncan (RUM)       | 3:58.39 |
| Peking 2008.         | Nancy Jebet Lagat (KEN)          | 4:00.23 | Irina Liščinska (UKR)        | 4:01.63 | Natalija Tobias (UKR)     | 4:01.78 |
| London 2012.         | Maryam Yusuf Jamal (BAH)         | 4:10.74 | Tatjana Tomašova (RUS)       | 4:10.90 | Abeba Aregawi (ETI)       | 4:11.03 |
| Rio de Janeiro 2016. | Faith Chepngetich Kipyegon (KEN) | 4:08.92 | Abeba Aregawi (ETI)          | 4:10.27 | Jennifer Simpson (SAD)    | 4:10.53 |
| Tokio 2020.          | Faith Chepngetich Kipyegon (KEN) | 3:53.11 | Laura Muir (VBR)             | 3:54.50 | Sifan Hassan (NIZ)        | 3:55.86 |
| Pariz 2024.          | Faith Chepngetich Kipyegon (KEN) | 3:51.29 | Jessica Hull (AUS)           | 3:52.56 | Georgia Bell (VBR)        | 3:52.61 |